# Andira
- Commons
- Wikispecies

Andira Juss. é um género botânico pertencente à família Fabaceae. Algumas espécies podem ser utilizadas na arborização urbana.

## Sinonímia
- Lumbricidia  Vell.

## Espécies
Abaixo, as espécies reconhecidas de Andira (em 2003) e seus nomes populares:
| Nomenclatura            | Nome popular |
| ----------------------- | --- |
| Andira anthelmina       | angelim coco, angelim preto, |
| Andira carvalhoi        | |
| Andira chigorodensis    | |
| Andira cordata          | grão de galo |
| Andira coriacea         | kobon (Arawak), akoeli tjerere (Suriname), St. Martin Rouge (Guiana Francesa) |
| Andira cuyabensis       | angelim branco, angelim do cerrado, cascudinho, sucupira, angelim amargoso, andira                                                                                                   |
| Andira fraxinifolia     | angelim branco, angelim preto, angelim coco, angelim amargoso, angelim pedra, angelim da folha grande, pau de morcego, quaiseara, jacarandá de morcego, fruta de cavalo, pau angelim |
| Andira galeottiana      | macayo (Veracruz, Oaxaca, Tabasca), lombrisero (Oaxaca) |
| Andira grandistipula    | |
| Andira inermis          | |
| Andira jaliscensis      | manzanita (México) |
| Andira legalis          | angelim preto, angelim roxo, angelim coco |
| Andira macrocarpa       | incgamuncma (Equador) |
| Andira marauensis       | angelim |
| Andira macrothyrsa      | uxi de morcego (Brasil), casub guesmoteig (Awá, Equador, Carchi) |
| Andira micrantha        | acapurana, sucupira vermelha, sucupira chorona |
| Andira multistipula     | pisho (Peru) |
| Andira nitida           | angelim branco, angelim da praia, angelim coco, angelim |
| Andira ormosioides      | angelim pedra, angelim tento, angelim rosa, angelim amargoso, jacarancda rajada |
| Andira parviflora       | |
| Andira praecox          | andiroba jaruba, sucupira vermelha |
| Andira retusa           | |
| Andira surinamensis     | angelim |
| Andira taurotesticulata | |
| Andira tervequinata     | pilón rebalsero |
| Andira trifoliata       | |
| Andira unifoliata       | sucupira amarela, sucupira chorona, sucupira vermelha, andira-uchi |
| Andira vermifuga        | angelim-preto, mata-barata, angelim-branco |
| Andira humilis          | mata-barata, angelim, angelim rasteiro, manga do campo |

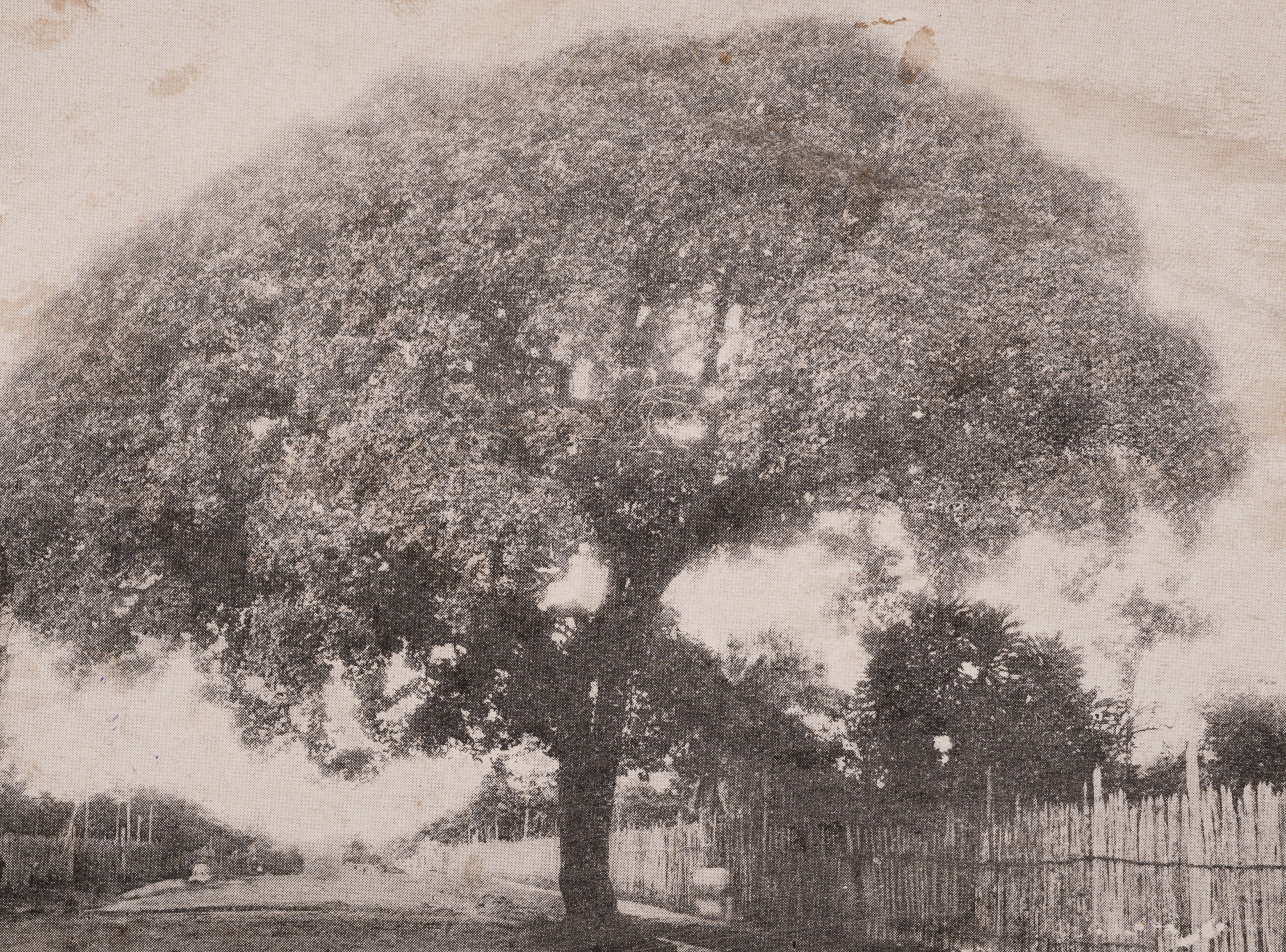
Andira retusa, fotografado no Amazonas.

O gênero andira é amplamente distribuído no continente americano, mas também está presente na África.